# Calliphora latifrons
Calliphora latifrons är en tvåvingeart som beskrevs av Hough 1899. Calliphora latifrons ingår i släktet Calliphora och familjen spyflugor.
Artens utbredningsområde är Idaho. Inga underarter finns listade i Catalogue of Life.

## Bildgalleri

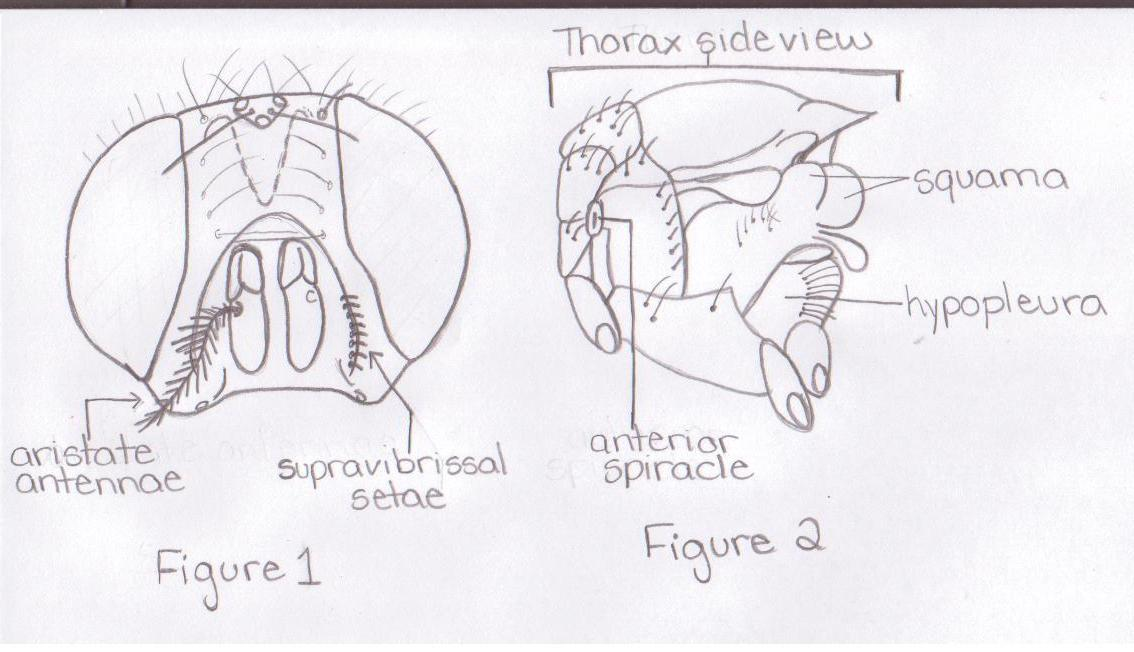
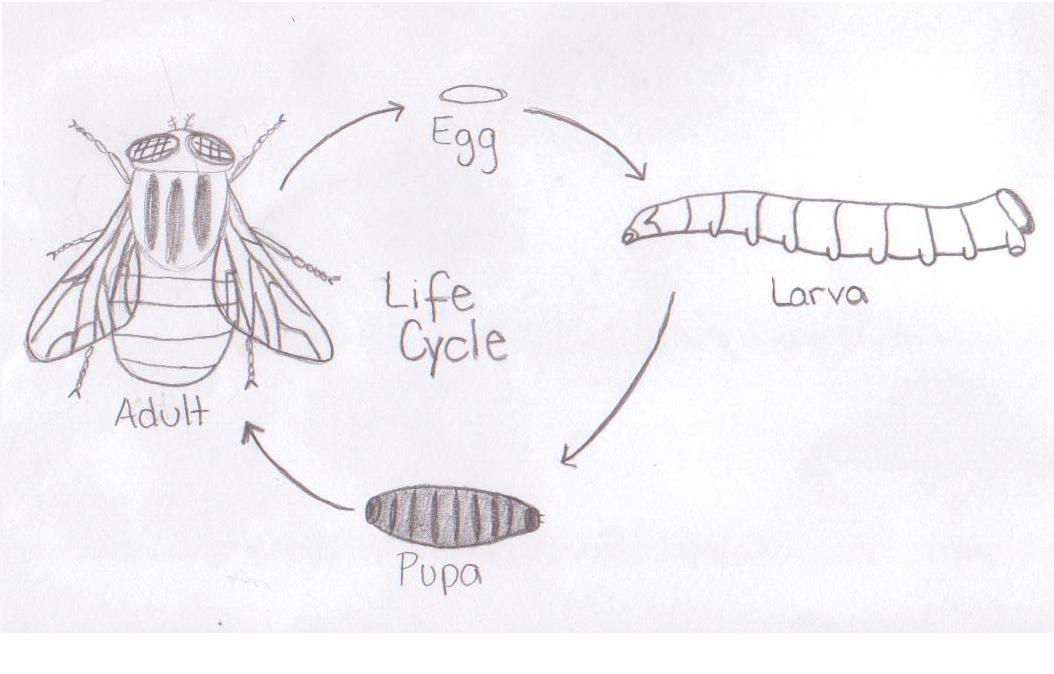